# Момчилов град (Пирот)
Момчилов град (Момчилово кале или още Пиротска крепост) е крепост разположена в град Пирот, Сърбия. Според легендата е построена е през XIV в. от родопския български владетел Момчил войвода, но за това няма исторически доказателства. Пиротската крепост е обявена през 1979 година за Паметник на културата от огромно значение и е защитен от законите на Република Сърбия.

## Галерия
- Крепостта
- Входната порта
- Външните стени
- Чешмата зад крепостта